# Сосюра Людмила Андріївна
Людмила Андріївна Сосюра, до шлюбу — Костирко (26 червня 1934, Ніжин, УРСР) — українська кіноакторка різноманітних амплуа, народна артистка Української РСР (1984).
Закінчила Київський інститут театрального мистецтва ім. І. Карпенка-Карого; знімається з 1954 р., з 1956-го — на Державній (нині — Національній) кіностудії ім. О. Довженка.

## Ролі в кіно
- Марійка («Максим Перепелиця», 1955),
- дружина Андрєєва («Ключі від неба», 1964),
- Мотря («Далеке і близьке»),
- Одарка («Перший парубок», 1958),
- Дуся («Солдатка»),
- («Де ви, лицарі?», 1971)
- Хоменко («Шлях до серця»),
- Ганна («Два роки над прірвою»),
- Галина Карандіна («Друге дихання», 1974)
- «Незручна людина» (1978)
- Дарія Петрівна («Чорна курка, або Підземні жителі», 1980),
- Урусова («Подолання», 1982),
- Настя («Вир», 1983),
- Ганна Гнатівна Урусова (княгиня, черниця) («Пароль знали двоє», 1985),
- Марія («Женихи», 1986) та ін.

На телебаченні:
- Софія Галечко («Мир хатам, війна палацам», 1970),
- слідчий міліції («Ідуть жінки»),
- Любов Михайлівна (секретар) («Не мине і року...», 1973),
- Ольга («Юркові світанки», 1974)
- Олена («Народжена революцією», 1975)
- Авденіна («Алтунін приймає рішення», 1978),
- мати Кіри («Сімейна справа», 1982)
- Софія Кліментьевна («Петля», 1983),
- тітка Надя («На кручі», 1983),
- Ганна (пані Хойченко) («Кармелюк», 1986) та ін.

В епізодах фільмів:
- 1954 — «Андрієш»
- 1970 — «У тридев'ятому царстві» — стюардеса
- 1986 — «Звинувачується весілля»
- 1990 — «Розпад»